# The Crest
The Crest ist eine Dark-Rock-Band aus Norwegen.

## Bandgeschichte
The Crest wurde 1996 von  „Nell“ und Kristian Sigland gegründet. Bis zur Aufnahme ihrer zweiten Demo wurde der Bandname mehrmals geändert. Erst 1999 einigten sie sich auf ihren aktuellen Bandnamen. Von da an entwickelte sich ihre Musik zu einer charakteristischen Mischung aus harten Gitarrensounds und weiblichem Gesang.
2001 verbrachte die Band einen Monat im Sound Suite Studio in Frankreich, wo sie ihr Debütalbum Letters From Fire mit dem Produzenten Terje Refsnes (wirkte auch bei Tristania, Carpathian Forest und The Sins of Thy Beloved mit) für das Label Season of Mist aufnahmen.
Das Album bekam positive Resonanzen und die Band tourte im Frühling 2002 durch Europa.
Weil 2003 das Schreiben und Arbeiten am neuen Album mehr Zeit und Energie in Anspruch nahm entschieden sie, ein Jahr Pause zu machen. Nell und Kristian experimentierten in diesem Jahr mit elektronischer Musik (unter dem Namen „Rustflower Incorporated“). Außerdem ersetzte Nell bei Theatre of Tragedy Liv Kristine und übernahm den Hauptgesang.
Nach diesem Jahr fügte sich die Band wieder zusammen und arbeitete im Top Room Studio (Norwegen) am zweiten Album weiter.

## Diskografie

### Demos
- Straightjacket Singalongs (1998)
- Thunderfuel (1999)
- Dark Rock Music (1999)
- Dark Rock Armada (2000)

### Alben
- Letters From Fire (April 2002)
- Vain City Chronicles (März 2005)